# 赤章曼枝
赤章曼枝（?—?），春秋战国之交仇由国（今山西省盂县东北）的大臣。
晋国的智伯瑤将要征伐仇由，但道路通行，于是铸了大钟，用两辆广车并排装载着去赠送给仇由国君。仇由国君非常高兴，准备修通道路，接受大钟。赤章曼枝反对，劝说他说，智伯一向贪婪不守信用，定是想攻打仇由而没有路，所以铸造了大钟送给仇由。仇由削平高地填平溪谷来迎接。而且送钟本是小国侍奉大国之事，现在大国反而来送，智伯必定率领晋军尾随而来。仇由之君说，大国交好小国，小国却拒绝，这对国家不利，于是接受了大钟。赤章曼枝感叹，为臣不忠是罪过，忠而不被信用，就可以脱身远去了。赤章曼枝砍掉车轴两端就走了，逃到了齐国七个月（《吕氏春秋》作他到了卫国七天）后，仇由国就被智伯灭亡。